# Paganese Calcio 1926
Pagan Calcio 1926 là một câu lạc bộ bóng đá Ý đến từ Pagani, Campania.

## Lịch sử
Câu lạc bộ được thành lập vào năm 1926.
Pagan cũng tham gia Cup Anh-Ý năm 1978, đạt được một chiến thắng duy nhất và ba thất bại.
Câu lạc bộ đã giành được danh hiệu Serie D / H vào năm 2005-06 và do đó đã thăng hạng lên Serie C2 cho mùa giải 2006-07. Lần thăng hạng thứ hai liên tiếp trong cuộc thi Serie C2 2006 2006, sau khi đánh bại SPAL và Reggiana ở vòng playoff, đã trao cho Paganese quyền chơi ở Serie C1 trong mùa giải 2007-08, lần đầu tiên họ xuất hiện trong giải đấu kể từ năm 1979.
Vào cuối mùa giải 2010-11 Lega Pro Prima Divisione, câu lạc bộ đã bị rớt xuống Lega Pro Seconda Divisione.
Trong mùa 2011-12 của Lega Pro Seconda Divisione, câu lạc bộ đã ngay lập tức được thăng hạng lên Lega Pro Prima Divisione, đánh bại Chieti 2-0 trong trận lượt đi vòng play-off sau đó là 0-0 trong trận lượt về.